# Cincelichthys pearsei
Cincelichthys pearsei – gatunek słodkowodnej ryby z rodziny pielęgnictowatych (Cichlidae).

## Występowanie
Występuje w rzekach i jeziorach południowowschodniego Meksyku i północnej Gwatemali. Zamieszkuje zbiorniki bujnie porośnięte roślinnością wodną, która stanowi podstawowy składnik diety ryby. Obserwowana jest czasem w środowisku wód brachicznych. Nie wiadomo jednak czy zwierzę jest w stanie przebywać w takich warunkach przez dłuższy okres.

## Opis
Pielęgnica osiągająca duże rozmiary ciała. Samce dorastają do 42 cm długości, mniejsze samice nie przekraczają 35 cm. Ciało bocznie spłaszczone. Na czole dojrzałych samców pojawia się guz. Ubarwienie zmienne, może być białe lub złotawe. W dolnej części ciała dorosłych osobników rozpościera się charakterystyczna brązowa plama ciągnąca się do końca płetwy odbytowej. Zazwyczaj sięga ona do wysokości płetw piersiowych, ale u niektórych osobników czarne ubarwienie może wybiegać poza ten obszar. Czarna plamka znajduje się także na podstawie płetwy ogonowej. Błony płetw jaskrawo cętkowane.
Ryba roślinożerna. Żywi się glonami oraz roślinnością wodną i lądową.

## W akwarium
Bywa trzymany w dużych akwariach słodkowodnych. Minimalny litraż zbiornika powinien wynosić około 860 litrów. Wystrój powinien składać się z piaszczystego podłoża oraz dużych kamieni, które zapewnią rybie schronienie. Z racji na preferencje żywnościowe tego gatunku, wszelka umieszczona w akwarium roślinność zostanie pożarta. Ma łagodny temperament, dlatego może być trzymany w zbiorniku z innymi rybami o podobnych rozmiarach i usposobieniu. Na dietę powinny składać się pokarmy roślinne, takie jak spirulina, glony czy przegotowane warzywa.